# Conrad Fehr
Conrad Heinrich Franz Fehr (* 19. November 1854 in Toftlund, Kreis Hadersleben/Herzogtum Schleswig; † 22. Juni 1933 in Berlin) war ein dänisch-deutscher Maler, Grafiker und Bildhauer.

## Leben
Conrad Fehr wurde im deutsch-dänischen Grenzgebiet geboren als Sohn des Ökonomen Jes Richter Fehr und dessen Frau Jørgine Adelheide Mathilde, geb. Nilsen-Borgen. Er studierte von 1877 bis 1881 an der Akademie der Bildenden Künste München unter den Professoren Gyula Benczúr, Alois Gabl, A. Wagner und Ludwig von Löfftz. Es folgten längere Studienreisen nach Holland, Belgien, Dänemark und Paris. Ab 1882 hatte er seinen Wohnsitz in Berlin, wo er ab 1885 an der Zeichenschule des Vereins der Berliner Künstlerinnen unterrichtete.
1892 erfolgte von ihm die Gründung einer akademischen Schule für bildende Kunst, der „Akademie Fehr“ als Alternative zu der Berliner Akademie der Künste. An der bis 1912 existierenden Einrichtung unterrichteten u. a. auch Walter Leistikow, Adolf Brütt und Karl Storch d. Ä. Sein Debüt als Bildhauer hatte Fehr 1896 auf der Großen Berliner Kunstausstellung, wo er nach Beendigung seiner Lehrtätigkeit auch als Maler regelmäßiger Gast war. 1884 erhielt er in London eine Bronze-Medaille. Nach dem Ersten Weltkrieg war er für längere Zeit in Kopenhagen, wo er verschiedene Aufträge für Porträts ausführte.
Conrad Fehr machte sich vorrangig einen Namen als Lehrer seiner Akademie, seine Genrebilder und religiösen Szenen wie auch die zahlreichen Porträts und Landschaften zeigen ihn aber als beachtlichen Künstler.

## Schüler (Auswahl)

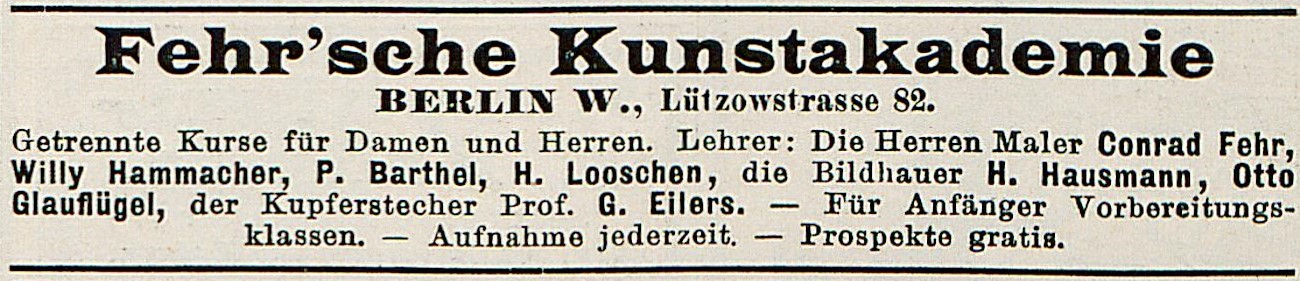
Fehr’sche Kunstakademie 1897

- Elsa Genest-Arndt
- Dora Koch-Stetter
- Elise Mahler
- Joseph Oppenheimer
- Clara Porges
- Martha Rose-Grabow
- Marie Schnür
- Józef Rapacki (1871–1929)

## Werke (Auswahl)
Porträts
- Peter Wilhelm Forchhammer, 1882, Gemälde[5]
- Georg Hulbe, 1882, Zeichnung[5]
- Geh. Ober-Regierungsrath Lüders, 1884[6]
- Heinrich Sauermann, 1887[5]
- Wilhelm Voigt, 1908, Zeichnung[5]
- Karl Theodor Weierstraß, 1895, Radierung[7]
- Friedrich Graf von Baudissin, 1920, Zeichnung[5]
- Peter Christian Hansen, 1928, Zeichnung[5]

Andere Gemälde
- Sängerknaben, um 1900, Gemälde[5]
- Aufziehendes Gewitter über der Nordseeküste bei Lökken/Nordjütland, 1923, Pastell[5]
- Vorfrühling (Tauwetter), um 1900, Pastell[5]
- Landsknecht, 1887, Radierung[8]

Bildhauer
- Bronzebüste des Flavius Belisarius[9]